# Syrezol Rocks
Die Syrezol Rocks sind Klippenfelsen im Archipel der Südlichen Shetlandinseln. Sie liegen 1,5 km westlich des Martins Head auf der Ostseite der Einfahrt zur Admiralty Bay von King George Island.
Jean-Baptiste Charcot, Leiter der Fünften Französischen Antarktisexpedition (1908–1910), benannte ein vermeintliches Kap zwischen dem Martins Head und dem Chabrier Rock als Cap Syrezol. Namensgeber ist vermutlich ein Geldgeber für Charcots Forschungsreise. Das UK Antarctic Place-Names Committee übertrug die Benennung 1960 auf die hier beschriebenen Felsen.